# Rise Up (Art of Dying)
Rise Up è il terzo album in studio del gruppo rock canadese Art of Dying, pubblicato nel 2015.

## Tracce
1. Best Won't Do – 3:07
2. Rise Up (feat. Dan Donegan) – 3:43
3. Tear Down the Wall – 3:04
4. Eat You Alive – 3:26
5. Dead Man Walking – 3:24
6. Some Things Never Change – 3:21
7. Everything – 3:54
8. Space – 3:22
9. Raging – 2:51
10. Just for Me – 3:29
11. One Day at a Time – 3:39
12. Moth to a Flame – 3:16
13. Ubuntu – 3:59

## Formazione
- Jonny Hetherington – voce
- Jeff Brown – batteria
- Cale Gontier – basso, cori
- Tavis Stanley – chitarra, cori